# Cremolobus bolivianus
Cremolobus bolivianus là một loài thực vật có hoa trong họ Cải. Loài này được Britton mô tả khoa học đầu tiên năm 1889.